# Нур (театр)
Уфимский государственный татарский театр «Нур» — драматический театр в городе Уфе. Располагается по адресу: ул. 50 лет СССР, д.36.

## Первый театр
Первое упоминание о театре «Нур» относится к 1912 г. Татарская труппа была организована в Уфе актрисой татарского театра «Сайяр» Сахибжамал Гиззатуллиной-Волжской (1892—1974). 19-летняя Сахибжамал была и режиссёром, и первой профессиональной артисткой этого театра. Репертуар труппы был составлен как из произведений известных татарских драматургов (М. Файзи, Г. Камал, Ф. Амирхан, С. Рамиев, Г. Кулахметов), так и пьес русских и зарубежных классиков (А. Островский, Ж. Б. Мольер, И. Гёте, Шиллер, О. Деннери). Труппа активно гастролировала по Уралу, Поволжью, Средней Азии, Северному Кавказу, Крыму и Западной Сибири. Она распалась в 1918 г. в тяжёлых условиях Гражданской войны.

## Новый театр

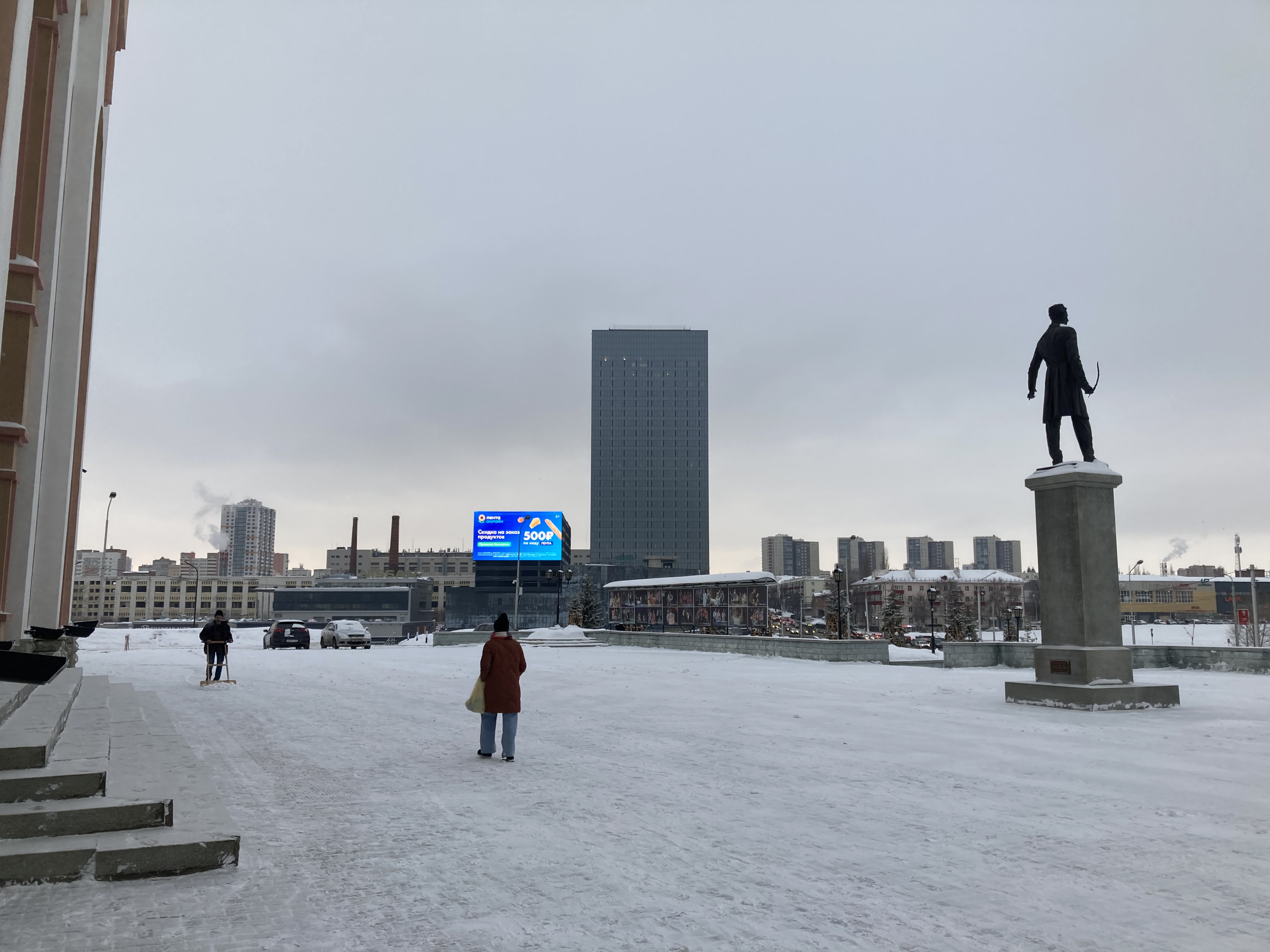
Памятник Тукаю перед театром.

Новый этап существования театра начался в 1989 г., когда театр был возрождён как театр-студия «Нур». В 1991 г. театр-студия получил статус государственного.
В 1994 г. на фундаменте бывшего кинотеатра «Пламя» было заложено здание нового театра. Проект здания был разработан в институте «Башкиргражданпроект» под руководством П. М. Андреева и был удостоен второй премии на лучший проект года Союза Архитекторов Башкортостана.
В октябре 1998 года коллектив театра уже переехал в построенный блок «В». 12 июня 2000 г. состоялось торжественное открытие Малого зала театра. Строительство продолжалось до 2007 г., и 15 октября 2007 г. XV сезон театра «Нур» начал работать на своей сцене.
В театре сейчас работают 2 зала — Большой (балкон, ложе и VIP-места, 479), Малый зал (225 мест), а также камерная сцена (50 мест).
Пьесы играют на татарском языке, осуществляется синхронный перевод на русский язык.
Перед театром установлен памятник Габдулле Тукаю.

## Репертуар
Репертуар труппы театра составлен из произведений национальной классики, современных татарских и башкирских, а также зарубежных авторов.
На сцене театра «Нур» ставят пьесы:
- «Зятья Гергери» (Т. Миннуллин)
- «Хаджи эфенди женится» (Ш. Камал)
- «Озорная молодость» (И. Абдуллин)
- «Башмачки» (Т. Гиззат, Ж. Файзи)
- «Страна Айгуль» (М. Карим)
- «Там, где сбываются мечты» (И. Зайниев)
- «Алло, это счастье?» (Д. Салимзянов)
- «Не смейтесь, я умираю» (М. Гилязов)
- «Похищение девушки» (М. Карим)
- «Моя теща» (Г. Хугаев)
- «Он вернулся» (А. Атнабаев)
- «Белое платье моей матери» (Ш. Хусаинов)
- «Дело было в переулке» (З. Хаким)
- «Исход» (Н. Исанбет)
- «Живи на солнечной стороне» (М. Кунафин)
- «Зятек» (Г. Ибрагимов)
- «Женщина из прошлого» (Р. Шиммельпфенниг)
- «Однажды в городе» (М. Багаев)

## Администрация
- Директор театра — Фирзат Габидуллин, заслуженный работник культуры Республики Башкортостан.
- Главный режиссёр театра — Азат Зиганшин, народный артист Республики Башкортостан.

## Примечание
1. ↑  тат. Нур — луч
2. ↑  Архивированная копия. Дата обращения: 30 ноября 2013. Архивировано 3 декабря 2013 года.